# 불암산스포츠타운
불암산스포츠타운(佛巖山스포츠타운, Buramsan Sports Town)은 대한민국 서울특별시에 있는 스포츠 시설이다. 인조잔디 필드가 갖춰진 경기장이며, 2009년에 준공되었다.

## 참고 문헌
- “불암산스포츠타운”. 노원구시설관리공단.
- 《2023 전국 공공체육시설 현황 (2022년 12월말 기준)》. 대한민국 문화체육관광부. 2024.